# Церква Миколи Набережного
Це́рква Мико́ли Чудотво́рця На́бережного або На́бережно-Микі́льська це́рква — православна церква в Києві на Подолі, пам'ятка архітектури українського бароко. Розташована на розі вулиць Григорія Сковороди і Почайнинської. Споруджена за проєктом Івана Григоровича-Барського у 1772—1775 роках, добре збереглася до наших днів.
Церква Миколи Набережного була єдиним київським храмом, де богослужіння не припинялися в радянські часи аж до 1960 року. У 1992 році тут відновилися богослужіння. Деякий час церква виконувала функції кафедрального храму УАПЦ в Києві. Належить до Православної Церкви України.

## Історія

### Заснування церкви
Згідно з народним повір'ям, давній храм на честь св. Миколая був зведений у XI столітті поблизу того місця на березі річки, де, за переказом, втопилося немовля, однак потім чудом врятувалося.
Перші відомі писемні джерела свідчать, що вже в середині XVI століття тут існувала дерев'яна парафіяльна церква Миколи Набережного. Після пожежі 1677 року храм був зруйнований і на його місці будується нова дерев'яна церква. На плані Києва 1695 року церкву Миколи Набережного зображено дерев'яною однобаневою з однією вівтарною апсидою. Наприкінці 1750-х років коштом козаків Київського та Ніжинського полків було здійснено капітальний ремонт. Незважаючи на розпочате в 1770-х роках спорудження нового кам'яного храму, старий дерев'яний був розібраній лише наприкінці XVIII століття.

### Зведення мурованої церкви
Нова мурована церква була зведена впродовж 1772–1775 років за проєктом українського архітектора Івана Григоровича-Барського на добровільні пожертвування. Можливо, за зразок йому слугувала церква в селі Лемеші, біля Козельця, проєкт якої замовила у нього Наталя Розумовська з тим, щоб реалізувати його на могилі свого чоловіка, лемешівського козака Григорія Розума.
1863 року до церкви в російсько-візантійському стилі прибудована дзвіниця з теплим храмом за проєктом Михайла Іконнікова.

### Сучасність
Сповідні розписи, метричні книги і клірові відомості церкви (з 1737 по 1919 рік) зберігаються в Центральному державному історичному архіві України в Києві (ЦДІАК України).
На подвір'ї церкви похований журналіст Георгій Ґонґадзе.

## Легенди
Згідно з народним повір'ям, храм на честь Миколи Чудотворця було зведено поблизу того місця, де втопилося немовля. Легенда розповідає про подружжя, яке вирушило у Вишгород на поклін мощам Св. Бориса і Гліба та поверталося на човні Дніпром до Києва. Під час подорожі жінка задрімала і випустила маля у воду. З відчаю батьки звернулися з молитвою про допомогу до св. Миколи. І здійснилося чудо — батьки знайшли невдовзі дитя живим та неушкодженим у Софійському соборі біля ікони св. Миколи Мокрого. Протягом століть ікону св. Миколи Мокрого визнавали як головну святиню Софійського собору та найдавнішу чудотворну ікону на Русі.

## Галерея

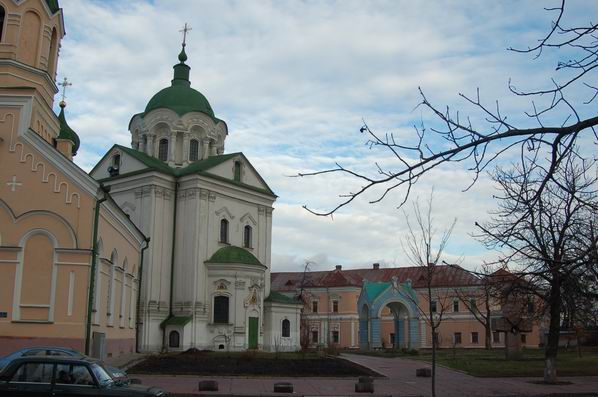
Вид на церкву (2007)
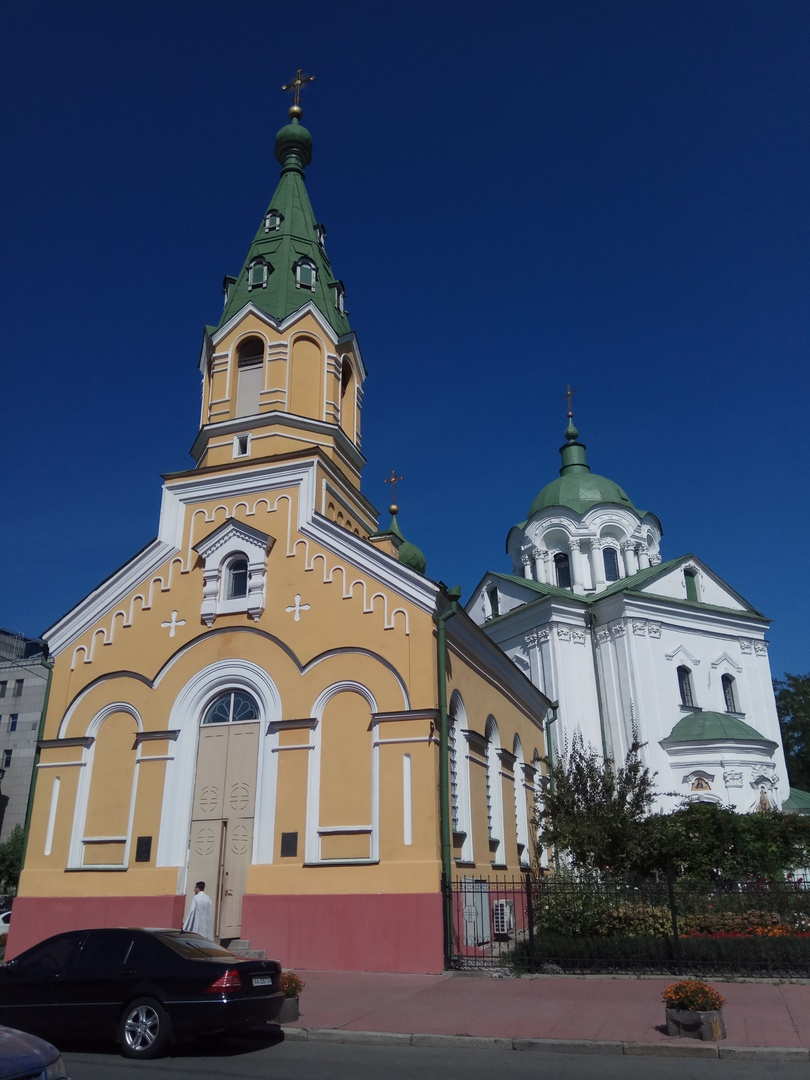
Дзвіниця з теплим храмом
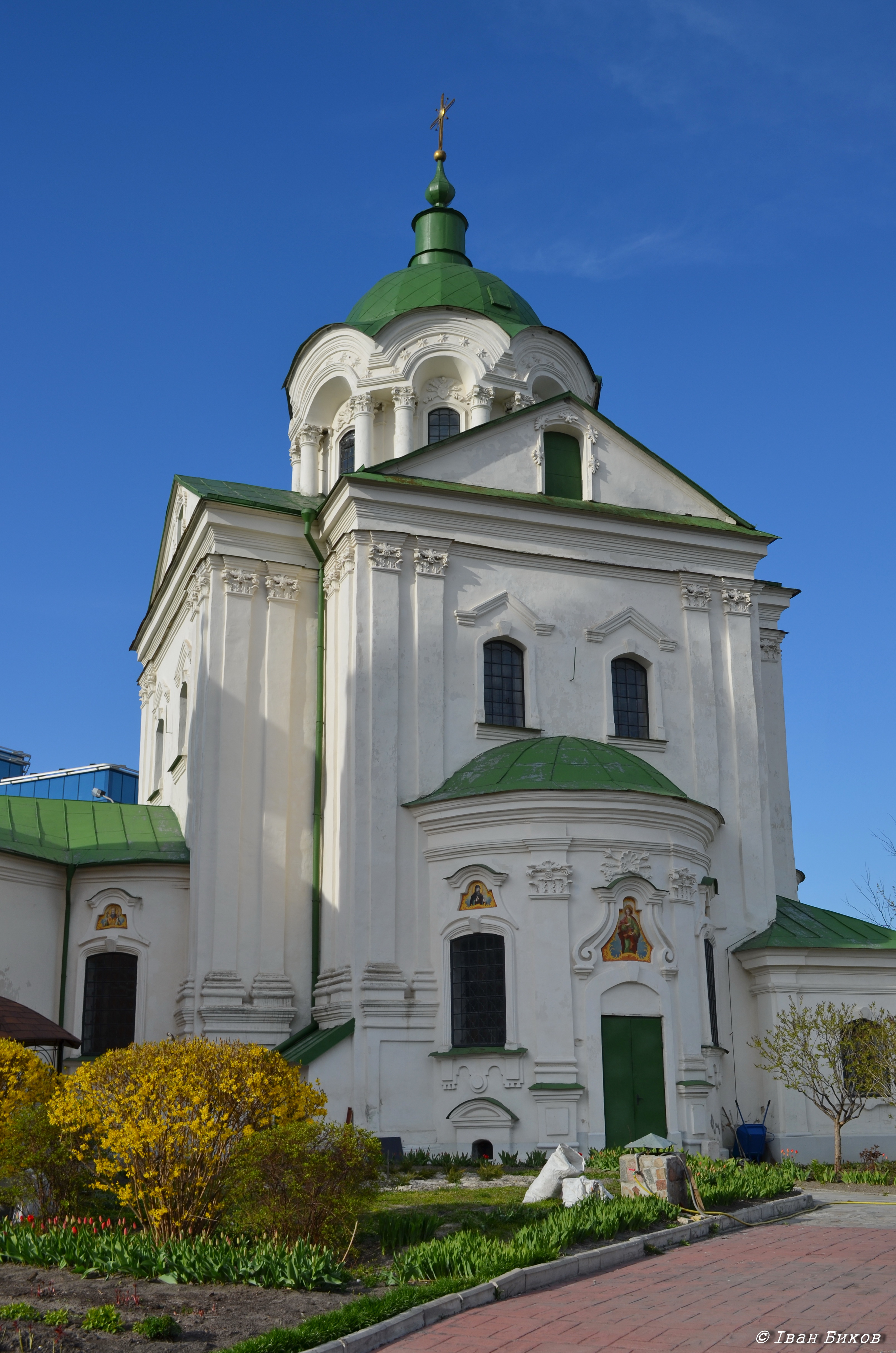
Церква (2014)
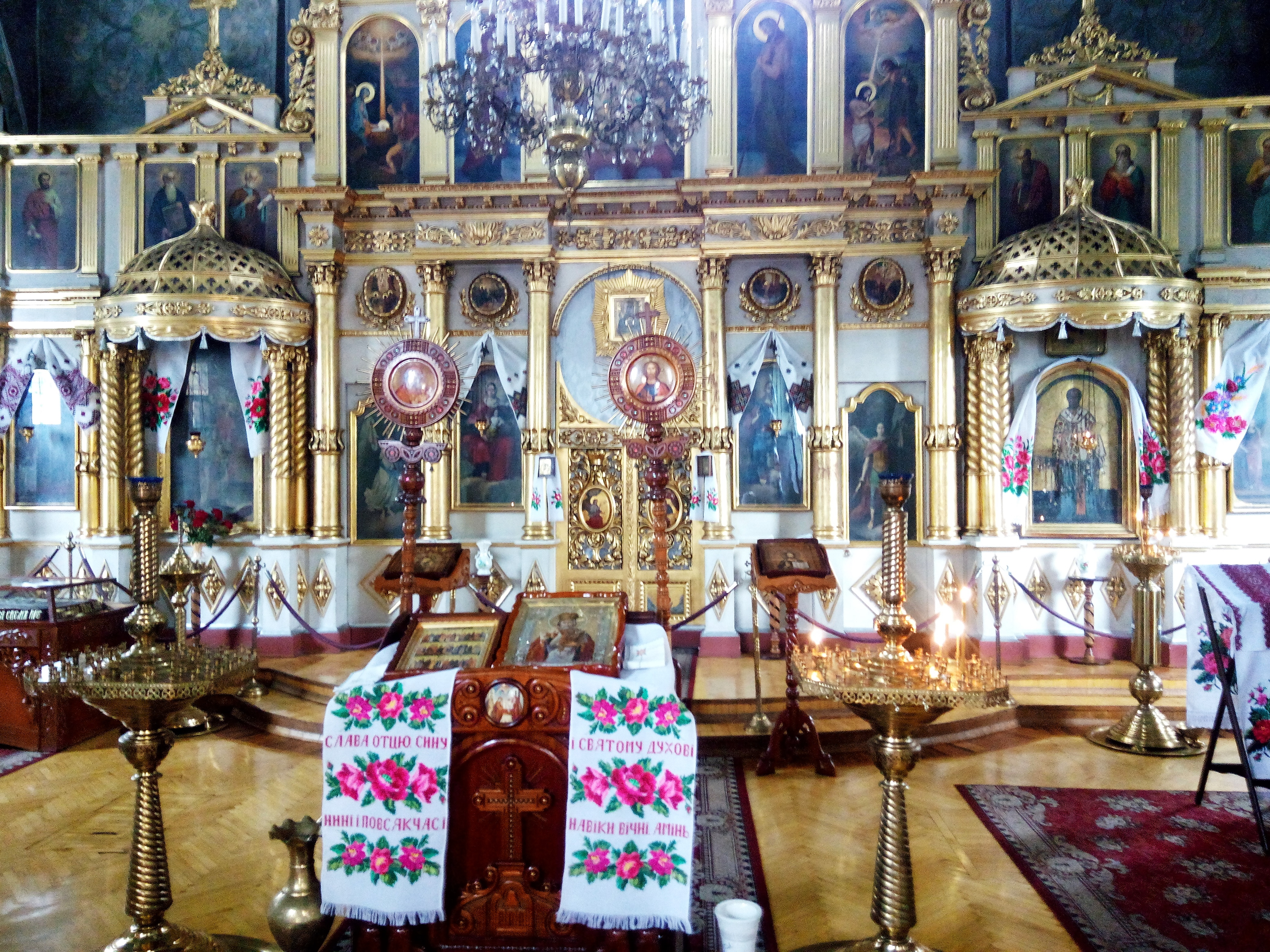
Іконостас
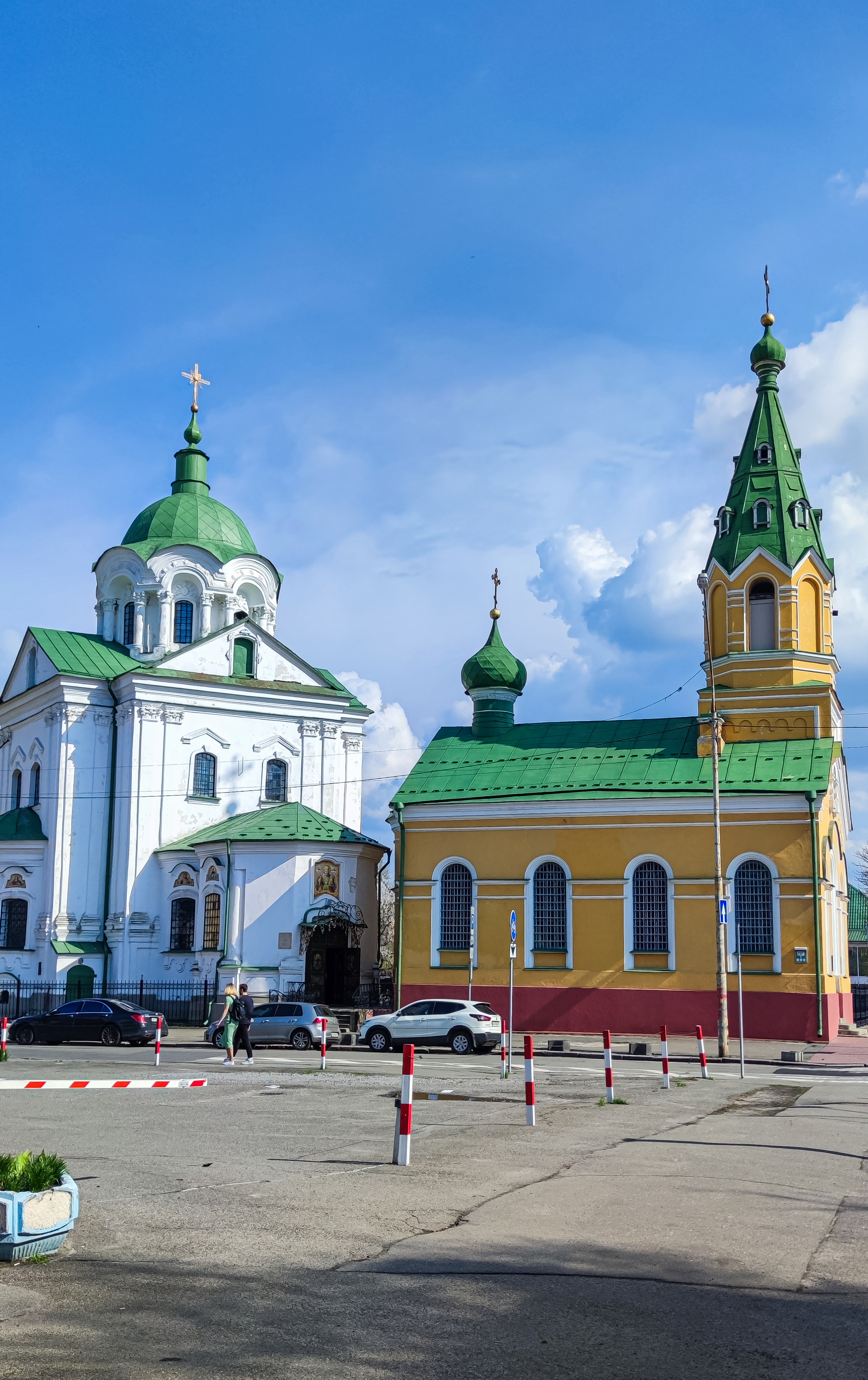
Церква та дзвіниця (2023)
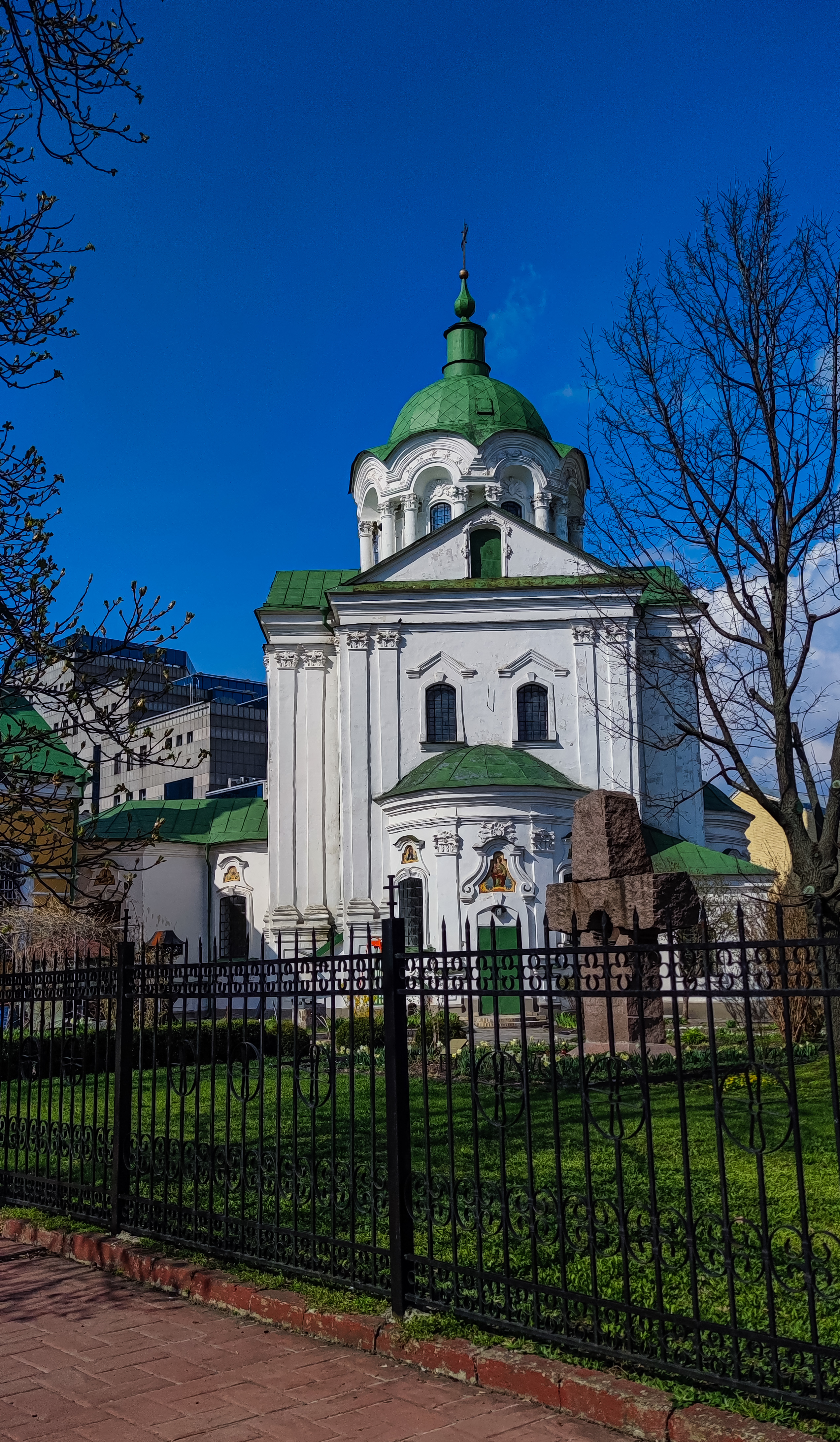
Церква (2023)
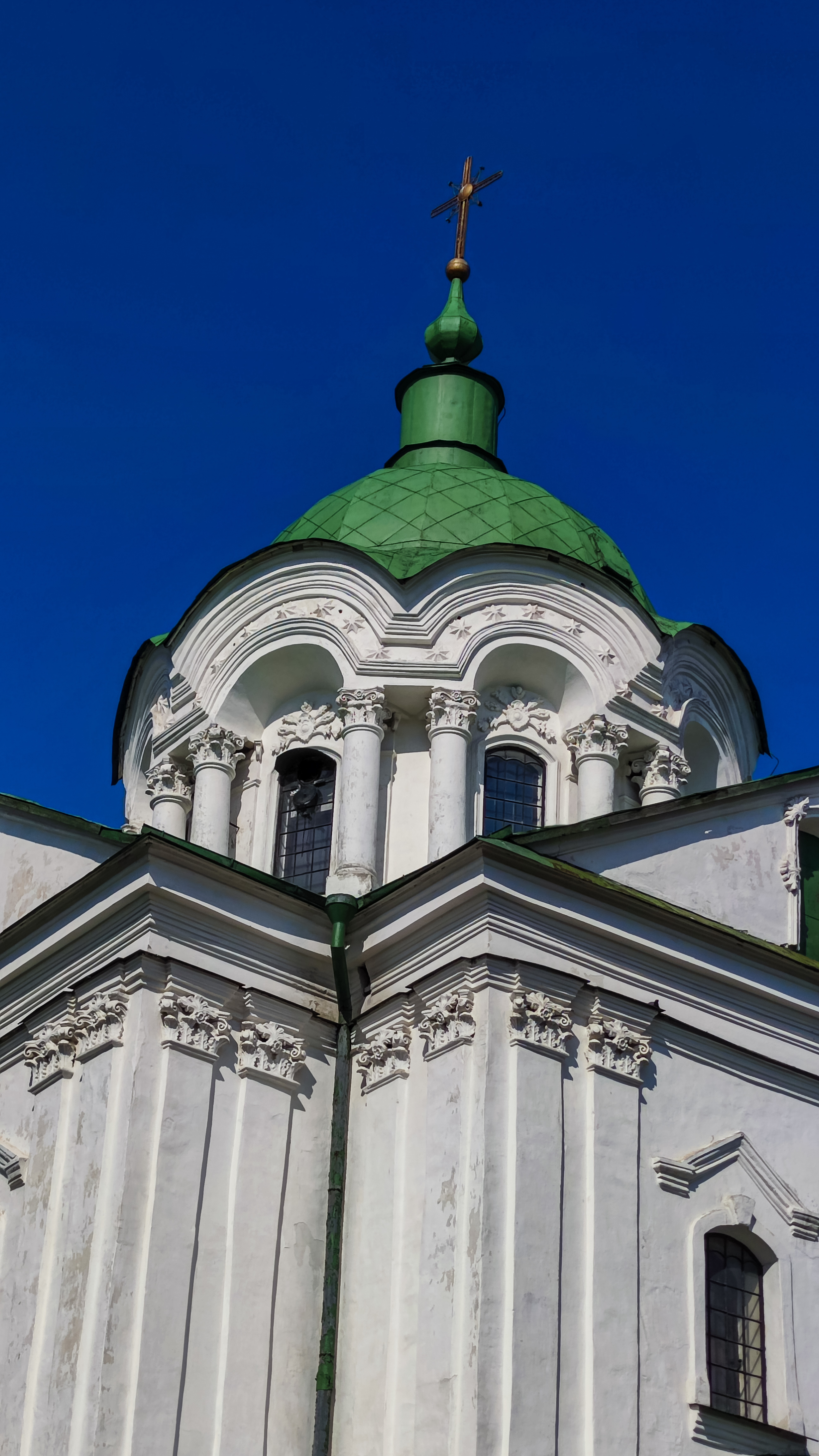
Фрагмент фасаду